# Blanquilla (pera)
Blanquilla también conocida como Agua de Aranjuez, es el nombre de una variedad cultivar de pera europea Pyrus communis. Esta pera está cultivada en la colección de la Estación Experimental Aula Dei (Zaragoza). Esta pera es originaria de la Comunidad de Madrid concretamente en Aranjuez, desde donde y gracias a sus cualidades organolépticas se ha expandido su cultivo comercial, y actualmente hay grandes extensiones de su cultivo en La Rioja, Cataluña, y Aragón.

## Sinonimia
- "Agua de Aranjuez",[5]
- "Blanqueta" (en catalán),[6]
- "Mantecosa de Aranjuez".

## Historia
La pera Blanquilla tiene un origen desconocido y muy antiguo. Su nombre original de 'Agua de Aranjuez' sugiere que pudo ser obtenida, o introducida en España, por los hoy desaparecidos jardines Botánicos de Aranjuez en el siglo XVIII.
'Blanquilla' está considerada incluida en las variedades locales autóctonas muy antiguas, cuyo cultivo se centraba en comarcas muy definidas. Se caracterizaban por su buena adaptación a sus ecosistemas y podrían tener interés genético en virtud de su adaptación. Se encontraban diseminadas por todas las regiones fruteras españolas, aunque eran especialmente frecuentes en la España húmeda. Estas se podían clasificar en dos subgrupos: de mesa y de cocina (aunque algunas tenían aptitud mixta).
'Blanquilla' es una variedad clasificada como de mesa, difundido su cultivo en el pasado por los viveros comerciales y cuyo cultivo en la actualidad gracias a sus buenas cualidades de sabor y de cultivo se ha expandido a grandes extensiones de cultivos comerciales.

## Características
El peral de la variedad 'Blanquilla' es muy vigoroso, de porte semiabierto. Entrada en producción bastante rápida si se injerta en membrillero y con producciones buenas y constantes con polinización adecuada o con aplicaciones de ácido giberélico en caso de heladas. Adaptable a formas con eje central, formas planas y libres.
Tiene una floración precoz y generalmente abundante. Las principales variedades polinizadoras son: Ercolini, Leonardeta y Castell y con menor coincidencia de floración Abate Fetel y Precóz Morettini.
La variedad de pera 'Blanquilla' tiene un fruto de tamaño de medio a grande; forma piriforme con cuello apenas acentuado u oval, regular u asimétrica, presenta contorno irregularmente redondeado; piel algo áspera, mate; con color de fondo verde amarillento pálido, sin o con ligera chapa de color rosa amoratado o bronceado, punteado abundante, casi imperceptible, muy menudo con aureola verdosa sobre el fondo, más perceptible sobre la chapa donde resalta, "russeting" (pardeamiento áspero superficial que presentan algunas variedades) ausente o muy débil; pedúnculo medio a largo, delgado, algo engrosado en su parte superior, a veces parcialmente carnoso, algo curvado o recto, implantado casi derecho, cavidad del pedúnculo no tiene o muy ligera y superficial, oblicua, mamelonada; anchura de la cavidad calicina muy estrecha, con una profundidad poca o media; ojo muy pequeño, caduco, sin restos de sépalos; sépalos con las puntas extendidas o rizadas, generalmente partidas.
Carne de color blanca; textura blanda, muy acuosa; sabor característico dulce muy jugosa y muy agradable; corazón medio, en forma de huso, mal delimitado. Eje abierto, estrecho y largo. Celdillas muy amplias. Semillas grandes, de forma irregular, de color castaño amarillento u oscuro, la mayoría abortadas.
La pera 'Blanquilla' tiene una época de maduración y recolección temprana a mediados de agosto, se recolecta desde mediados de agosto hasta mediados de septiembre. Se usa como pera de mesa fresca.
En su conservación presenta una gran resistencia al pardeamiento del corazón si se recoge en un estado no demasiado avanzado de maduración. Es sensible al exceso de CO2 en cámara por lo que este deberá ser como máximo del 3%. Necesita también altos valores de humedad relativa.

## DOP Pera Blanquilla en España
Bajo la DOP Pera de Lérida lograda en 2003 se cultivan y distribuyen peras pertenecientes a las variedades Blanquilla, Conferencia, y Limonera, en las categorías comerciales 'Primera' y 'Extra' destinadas exclusivamente a su consumo en fresco. Deben presentar unos criterios de calidad mínimos antes de la recolección, especialmente un alto grado de azúcares, un calibre mínimo y un color adecuado en general, y un tipo de "Russeting" (pardeamiento áspero superficial que presentan algunas variedades) menos uniforme, más rústico y de forma más redondeada en el caso de la variedad Conference. La zona de producción de las peras de Lleida tiene un microclima característico muy favorable para el cultivo de la pera y comprende toda la comarca de la Plana de Urgel y algunos municipios de las comarcas de Las Garrigas, La Noguera, El Segriá y Urgel.
En la localidad riojana Rincón de Soto que da nombre a la Denominación de Origen Protegida DOP Pera Rincón de Soto, lograda en el año 2002, cubre las dos variedades de pera cultivadas Conferencia y Blanquilla. Abarcando la zona de producción en la comarca de Rioja Alta : Albelda, Alberite, Alcanadre, Aldeanueva de Ebro, Alfaro, Agoncillo, Arrubal, Ausejo, Azofra, Calahorra, Cenicero, Entrena, Fuenmayor, Hormilla, Hormilleja, Huércanos, Lardero, Logroño, Murillo, Nalda, Nájera, Navarrete, Pradejón, Rincón de Soto, San Asensio, Torremontalbo, Uruñuela y Villamediana de Iregua. La pera blanquilla con D.O.P. "Rincón de Soto" se caracteriza por su piel verde, lisa y fina. Posee un sabor muy pronunciado, intenso y equilibrado en cuanto a acidez y dulzor. Suele presentar una chapa roja en la superficie. Su pulpa blanca y fina, algo granulosa en el corazón, la hacen licuable y jugosa.